# Памятник Ричарду Львиное Сердце
Памятник Ричарду Львиное Сердце — конная статуя английского монарха XII века Ричарда I, также известного как Ричард Львиное Сердце, правившего с 1189 по 1199 год. Установлен во дворе Старого дворца, части комплекса Вестминстерского дворца в Лондоне. Возведён по проекту барона Карло Марокетти, итальянского скульптора, чьи работы пользовались популярностью у европейских королевских дворов и и знати. Статуя была впервые представлена на Большой выставке 1851 года, где она располагалась у западного входа в Хрустальный дворец. Модель получила восторженные отзывы, и два года спустя королева Виктория и принц Альберт возглавили список знаменитых подписчиков фонда, целью которого было собрать деньги на отливку статуи из бронзы.
Средства были собраны быстро, но несколько лет ушло на споры о месте установки памятника. Предлагалось установить его на том же месте, где выставлялась его модель, как памятник Великой выставке. Другой вариант предполагал разместить его возле недавно построенного Вестминстерского дворца Чарльза Барри. Рассматривались и различные другие места, прежде чем было достигнуто соглашение о том, что памятник будет размещён во дворе Старого дворца. Он был установлен в октябре 1860 года, окончательно завершён с установкой бронзовых барельефов по обе стороны постамента в марте 1867 года.
Памятник едва избежал разрушения во время Второй мировой войны, когда немецкая бомба, сброшенная во время Блиц-удара, упала в нескольких метрах от него и засыпала его осколками. Постамент и хвост лошади были повреждены, а меч Ричарда погнулся от взрыва. В 2009 году парламентские власти предприняли проект по консервации и восстановлению статуи.

## Описание
Статуя была создана бароном Карло Марокетти. Высота памятника вместе с постаментом составляет 9 метров (30 футов). Статуя представляет короля Ричарда I верхом на лошади. Король изображён в шлеме и кольчужной рубахе с сюрко, поднимающим в воздух меч. Конь бьёт землю копытами, готовясь к атаке. Марокетти описал свою работу, как вдохновленную романтизированным образом Ричарда I, а не детально изображающую рыцаря XII века.
Гранитный постамент, спроектированный Марочетти, был изготовлен компанией Freeman & Co. из Пенрина, Корнуолл. Барельефные панели, изображающие крестоносцев, сражающихся с сарацинами в битве при Аскалоне, и Ричарда на смертном одре, прощающего Бертрана де Гурдона, лучника, смертельно ранившего его в 1199 году, были добавлены в 1866—1867 годах. Поскольку к статуе не может получить доступ широкая публика (территория двора Палаты лордов отделена оградой), сцена на западной стороне постамента, изображающая Ричарда и Бертрана, является единственной, видимой с улицы. По словам Марокетти, два барельефа были созданы в стиле дверей Лоренцо Гиберти во флорентийском баптистерии. Бронзовые буквы на передней части постамента содержат надпись RICHARD I CŒUR DE LION / 1189—1199.

## История

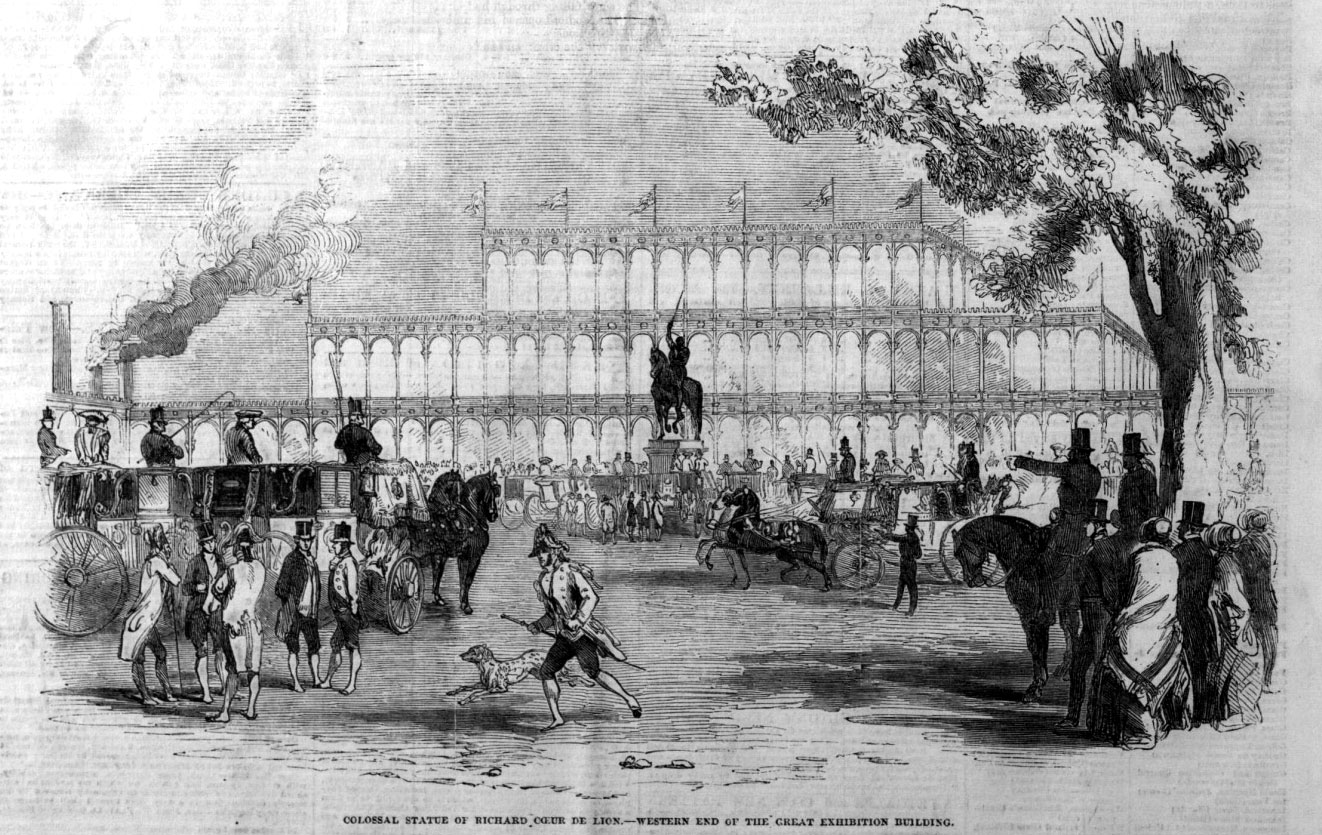
Оригинальная глиняная модель статуи на выставке в Гайд-парке во время Великой выставки (1851)

Марокетти не пользовался популярностью среди викторианского художественного истеблишмента; пресса писала, что своим успехом он «в большей степени обязан королевским и благородным покровителям, чем художественным заслугам». При этом он пользовался покровительством королевы Виктории и принца Альберта, благодаря чему он стал участвовать в планах принца-консорта по организации Великой выставки 1851 года. Несколько стран планировали представить на выставке скульптуры романтических исторических деятелей, в том числе Бельгия, которая готовилась представить статую Годфри де Бульона, лидера Первого крестового похода. Итальянский скульптор решил представить от Британии Ричарда Львиное Сердце.
В создании глиняной модели участвовал не только скульптор, но и художник Виктор Моттес и личный врач короля Луи-Филиппа Анри Гено де Мюсси. Глиняная модель статуи была выставлена как одна из двух статуй, расположенных у западного входа в Хрустальный дворец в Гайд-парке. Спешка при подготовке модели послужила причиной того, что вскоре после открытия выставки 1 мая 1851 года у лошади отвалился хвост. Скульптуру отремонтировали, и, в конечном итоге, статуя получила признание критиков. Статуя была одним из самых популярных экспонатов на выставке. Искусствовед Джон Раскин писал, что памятник «будет больше способствовать просвещению публики в отношении искусства, чем всё, что мы делали на протяжении веков». Art Journal охарактеризовал его, как «несомненно энергичный и воодушевляющий образец бравурной скульптуры».

### Спор о месте установки памятника

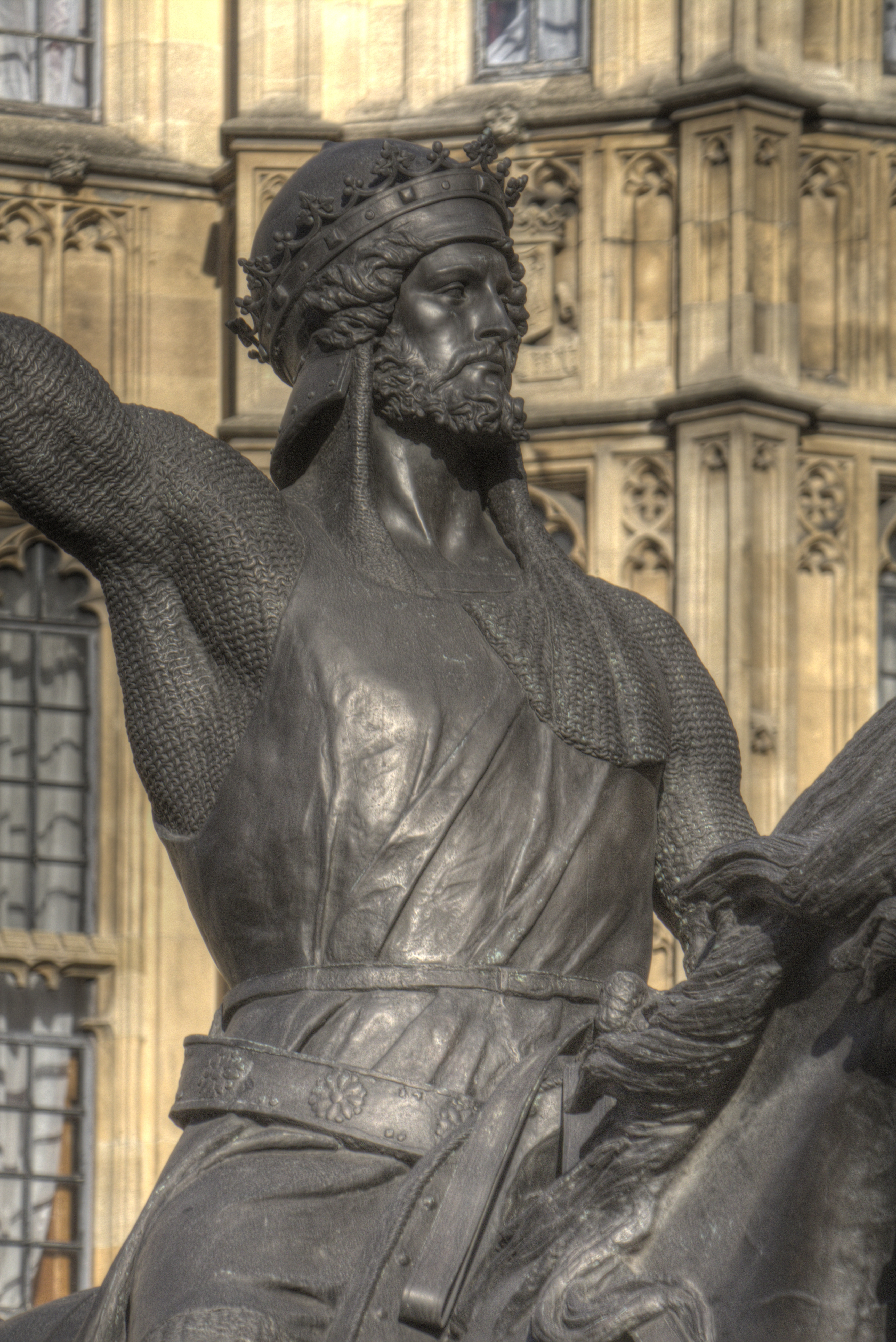
Крупный план статуи; плотное прилегание кольчужной рубашки Ричарда подверглось критике, как нереалистичное.

Во время выставки поступило предложение изготовить и установить на том же месте бронзовую отливку статуи, которая будет служить памятником выставке. Началась кампания по сбору средств для установки статуи в Лондоне. Среди участников были герцог Сазерленд, лорд Лэнсдаун, граф Шефтсбери, скульптор Джон Генри Фоули, писатель Уильям Мейкпис Теккерей, производитель керамики Уильям Тейлор Коупленд и член парламента от консерваторов (и будущий премьер-министр) Бенджамин Дизраэли. Королевская семья также поддержала сбор: королева Виктория пожертвовала 200 фунтов стерлингов, а принц Альберт — 100 фунтов стерлингов.
Будущее расположение статуи с самого начала было спорным вопросом: предложение Фокса о месте в Гайд-парке вызвало сомнения в уместности его темы по отношению к Великой выставке. Лорд-мэр Лондона Томас Чаллис возражал, заявив, что статуя изображает «мышечную силу и почти дикую жестокость войны…, в то время как… Великая выставка представляет собой пример сердечной дружбы народов». Другие раскритиковали статую за отсутствие реализма. Как заметила газета «Таймс», скульптор «пожертвовал реалиями ради плотного прилегания тела Ричарда к кольчуге, которая призвана отображать раздутые бицепсы и сложенную массу грудных мышц будто вязаный шерстяной трикотаж».
Несмотря на критику, за счет частных пожертвований было собрано 5000 фунтов стерлингов, достаточных для создания бронзовой версии. Впоследствии парламент согласился выделить 1650 фунтов стерлингов на постамент и еще 1500 фунтов стерлингов на установку двух барельефов по бокам. В 1854 году гипсовая модель была размещена во дворе Нового дворца, но Чарльз Барри, архитектор дворца, был против ее размещения там. Памятник страдал от того, что терялся на фоне архитектурных деталей Вестминстерского дворца. К началу мая 1854 года гипсовую статую сняли.
Отливка и дарение статуи нации летом 1856 года подняли актуальность вопроса о ее размещении. Рассматривались варианты, в том числе за пределами Букингемского дворца — Карлтон-Гарденс, возле здания Конной гвардии и даже на вершине Мраморной арки. Принц Альберт предложил разместить памятник у западного входа в Вестминстерское аббатство, с видом на недавно созданную улицу Виктория. «Панч» высмеял продолжающиеся поиски, спрашивая: «не найдет ли кто-нибудь места для этого беглого короля? Неужели нет ни места, ни королевских, ни академической конюшни, где можно было бы пристроить его заезженного коня?»
Марокетти предложил установить его во дворе Старого дворца под южным фасадом Вестминстер-холла. Его идея была рассмотрена Комиссией изящных искусств Вестминстерского дворца и признана приемлемой. Чарльз Барри выступил против, заявив, что Старый дворцовый двор был «слишком ограничен по площади, слишком неправилен и несимметричен по своей форме и подходам, чтобы придать должный эффект для памятника, как произведения искусства…» Спор продолжался до 1859 года, когда комиссар работ лорд Джон Мэннерс согласился установить статую в месте, предложенном Марокетти. К этому времени сэр Чарльз Барри был серьезно болен (умер 12 мая 1860 года) и больше не мог участвовать в дискуссии.

### Установка и последующая история
Парламент проголосовал за финансирование постамента для статуи, высеченного из корнуоллского гранита, 26 октября 1860 года статуя была установлена на постамент и представлена публике. Вскоре после установки на переднем торце постамента был установлен бронзовый щит. The Times заявила, что с установкой статуи «большой упрек был снят с Лондона», где наконец-то появился великий конный памятник. Не все критики были такими благодушными, британский критик и поэт Фрэнсис Тернер Пэлгрейв осудил новый монумент, как «по существу вульгарное и низкопробное произведение именно на том основании, что оно вызывает удивление у необразованных зрителей».
Марокетти изначально планировал добавить барельефы по обе стороны постамента, приняв за образец для подражания барельефы дверей Гиберти Баттистерия Флоренции. На барельефах предполагалось изобразить коронацию Ричарда в Вестминстерском аббатстве, взятие Аскалона, Ричарда в плену у сарацин и Ричарда на смертном одре. Парламент выделил деньги лишь на две барельефных две сцены — Аскалон и смерть Ричарда.

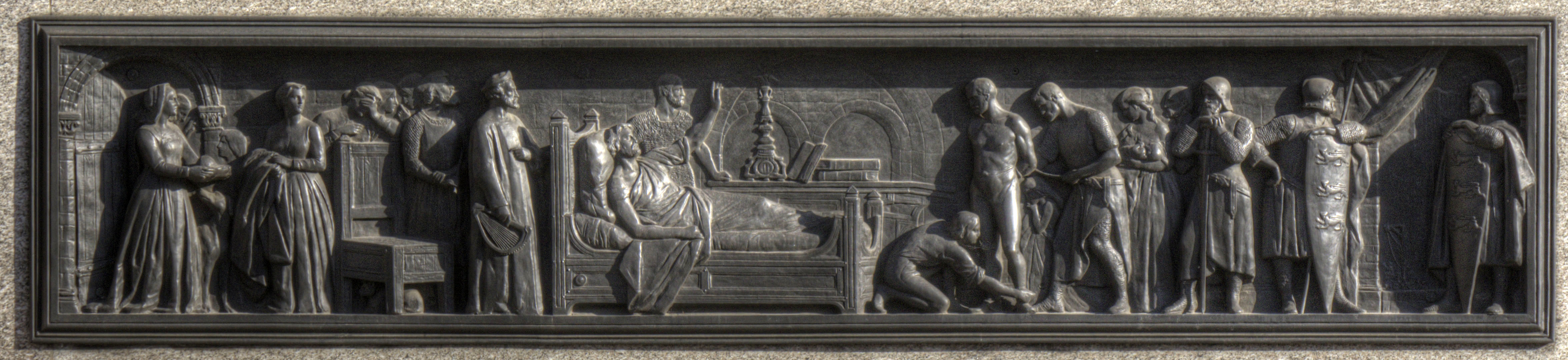
Детали барельефа на западной стороне постамента, изображающего Ричарда на смертном одре, прощающего лучника Бертрана де Гурдона.

Бронзовый рельеф сцены смертного одра был добавлен к постаменту в августе 1866 года, а «Взятие Аскалона» было установлено в марте 1867 года.
Статуя несколько раз требовала ремонта для устранения повреждений и дефектов. Сообщалось, что всего через несколько месяцев после установки она раскачивалась от сильных порывов ветра. Зимой 1908—1909 годов мороз повредил одну из передних ног конной части статуи. Было обнаружено, что образовавшиеся в статуе отверстия пропускали воду внутрь, деформировавшую её при замерзании. Также было обнаружено, что статуя вновь не была должным образом прикреплена к постаменту, а просто опиралась на него под собственным весом. Для устранения этих проблем были проведены ремонтные работы.
Статуя была также повреждена во время Второй мировой войны, когда 26 сентября 1940 года во время ночной бомбардировки во двор Старого дворца попала немецкая бомба, которая взорвалась всего в нескольких метрах от статуи и, как сообщается, подняла ее над землей. Верхняя часть меча была погнута, памятник пробит осколком. Винсент Мэсси, Верховный комиссар Канады настаивал, что меч следует оставить без ремонта, поскольку он символизирует «силу демократии, которая согнётся, но не будет сломлена под атакой». Меч был заменен в 1947 году, также были проведены другие ремонтные работы Однако повреждения постамента все еще можно видеть. Статуя получила статус памятника II степени в феврале 1970 года.
Летом 2009 года парламент выделил средства на проект реставрации и консервации статуи. Он заключался в удалении скопившихся наслоений грязи и коррозии, повторном патинировании бронзовой поверхности, чтобы вернуть ей первоначальный цвет, и обработке ее прозрачным воском для защиты от загрязнения и непогоды. Барельефы на постаменте также были очищены и обработаны, как и сам постамент..